# Ya no (canção de Dulce María)
"Ya no" é uma canção da cantora mexicana Dulce María gravada para seu primeiro álbum de estúdio Extranjera: Segunda Parte (2011). A canção é um cover da versão original da cantora estadunidense Selena "Ya no" de 1994. Foi lançada em 15 de novembro de 2010 pela Universal Music como primeiro single do álbum e em 22 de novembro de 2010 no iTunes.
A canção foi muito bem recebida pelos críticos de música. "Ya No" é uma canção emblemática e de destaque de Selena, que Dulce María voltou a popularizar. Foi escrita por A.B. Quintanilla III, com auxílio de Ricky Vela no processo de composição da letra, a produção ficou por conta de Aureo Baqueiro.

## Vídeo musical
Dulce María gravou o clipe na Cidade do México. Em 15 de janeiro de 2011, Dulce María publicou um "teaser-vídeo" no YouTube, que mostra algumas cenas do vídeo. O lançamento mundial ocorreu em 14 de fevereiro de 2011, no entanto, devido ao roubo de seu vídeo na plataforma, o re-lançamento foi em 10 de fevereiro de 2011 em sua página oficial no YouTube. No dia 7 de março, foi carregado na conta oficial da VEVO, além disso, a partir desta data, o vídeo foi colocado no iTunes para downloading.

### Sinopse
Com a duração de 3 minutos e 33 segundos, o vídeo da canção começa com Dulce María dançando em dois cenários diferentes, e em outro momento, um homem que aparenta ser seu "namorado" aparece e enquanto Dulce está sentada com computador em um sofá branco. Ela tira o computador de seu colo e vai acariciar o seu "namorado", mas o homem a empurra para o sofá e começa a segurá-la pelos pulsos, e momentos depois, Dulce o retruca. Depois de várias imagens passando pelo vídeo em que Dulce aparece cantando em volta de um microfone, podem ser vistas imagens dos dois sentados em cadeiras separadas. No fim do vídeo, a jovem, cansada da situação, diz ao seu namorado: "Já Basta!/Yo No!". Em seguida as cenas vão ficando congeladas em preto seguindo a melôdia da música até o fim do vídeo.

## Faixas
| Download digital |         |                                  |                |         |  |
| N.º              | Título  | Compositor(es)                   | Produtor(es)   | Duração |  |
| 1.               | "Ya No" | A.B. Quintanilla III, Ricky Vela | Aureo Baqueiro | 3:24    |  |

## Desempenho nas paradas
| Lista (2011)                                      | Melhor posição |
| ------------------------------------------------- | -------------- |
| Colômbia - Colombia Top 100                       | 1              |
| Costa Rica - Costa Rica Top 30                    | 1              |
| República Dominicana - República Dominicana Top 5 | 1              |
| Equador - Ecuador Single Chart                    | 1              |
| México - México Top 100                           | 1              |
| Espanha - PROMUSICAE                              | 2              |
| Paraguai - Paraguay Top 5                         | 3              |
| Argentina - Top 100 Argentina                     | 19             |
| Uruguai - Uruguai Top 100                         | 21             |
| Chile - Chile Singles Top 100                     | 81             |

## Prêmios e indicações
| Ano  | Prêmio                    | Categoria              | Resultado |
| ---- | ------------------------- | ---------------------- | --------- |
| 2011 | Premios Top Mundial Music | "Mejor Música del Año" | Venceu    |